# Victor Guépin
Victor Guépin, né le 4 mars 1764 à Pontivy (département du Morbihan), et mort le 17 mars 1818 à Pontivy, est un avocat et un homme politique français, administrateur du district de Pontivy pendant la Révolution et député à la Chambre des Cent-Jours (1815).

## Biographie

### Débuts de la Révolution
Fils de Jean-Jacques Guépin, avocat au parlement de Bretagne, et de Marie-Rose Laubé, Victor Guépin étudie le droit à Rennes. Marié avec Reine Marie Hervé-Marialla, fille de Jean Baptiste Hervé, sieur de Marialla, contrôleur des actes et receveur du domaine de Moncontour, et de Reine Moysan, il est le père d'Ange Guépin.
Le 28 décembre 1788, il signe l'acte d'adhésion des étudiants en droit et jeunes citoyens de la province de Bretagne aux délibérations prises par l'assemblée du tiers état à l'hôtel de ville de Rennes. Devenu avocat suppléant à Pontivy, il y est un des premiers membres du Comité révolutionnaire qui remplace la municipalité le 4 août 1789 ; il est ensuite un des délégués dans les cérémonies des Fédérations (janvier-février 1790). Élu le 14 novembre 1789 secrétaire de la municipalité, il est nommé administrateur du district le 16 septembre 1791 puis procureur de la commune.

### La République
Le 22 juin 1792, Guépin signe avec 79 autres citoyens actifs une adresse pressant Louis XVI d'être fidèle à la Constitution ; le 28 août, il est un des 54 citoyens du Morbihan désignés comme électeurs à la Convention et le 25 novembre, il est maintenu à la tête du district de Pontivy. 
En mars 1793, il dirige la défense de la ville attaquée par 12 000 paysans qui refusent de se soumettre à la levée de 300 000 hommes votée par la Convention ; le soir du 15 mars, les révoltés sont en déroute. Ce succès vaut à Pontivy d'être citée à l'ordre du jour de la Convention.
Quand ils apprennent l'arrestation à Paris de 29 députés girondins, le 2 juin 1793, beaucoup de Bretons sont indignés et un Comité central dont fait partie Guépin est constitué à Rennes. En février 1794, le représentant en mission Prieur de la Marne fait arrêter Guépin et ses collègues ; ce n'est qu'en novembre, bien après le 9 thermidor, qu'ils sont relâchés.
Nommé membre du directoire du district de Pontivy le 2 janvier 1795, Guépin devient le 18 novembre un des commissaires du canton. À ce titre, il recherche les prêtres réfractaires et les soldats déserteurs, car il craint que ceux-ci ne parviennent à organiser une nouvelle chouannerie. Le 21 mars 1797, il se retire des affaires publiques mais, tout en exerçant sa profession d'avocat, il continue de s'intéresser à la politique.

### Les Cent-Jours
Élu le 10 mai 1815, député de Pontivy à la Chambre des Cent-Jours, il remet le 29 à Napoléon l'adresse de son collège électoral ; il siège aux côtés de Manuel et de La Fayette.
Il a sept enfants et prend aussi en charge l'éducation morale du fils de sa cousine germaine, Louis-Adolphe Robin-Morhéry, envoyé au lycée de Pontivy.

## Sources
- « Victor Guépin », dans Adolphe Robert et Gaston Cougny, Dictionnaire des parlementaires français, Edgar Bourloton, 1889-1891 [détail de l’édition]